# Runer
El río Runer es un río pirenaico, afluente del Valira por la izquierda, que delimita una sección de la frontera de los estados de España y Andorra.
Sobre este río existe un puente que une los términos municipales de Valles del Valira (La Farga de Moles) y San Julián de Loria, enlazando las carreteras N-145 y CG-1, es decir, se trata de un puente internacional que une España con Andorra.
- Datos: Q9071242
- Multimedia: El Runer / Q9071242